# Јосип Михаловић
Јосип Михаловић (Торда, 16. јануар 1814 — Загреб, 19. фебруар 1891) је био хрватски кардинал и загребачки надбискуп. Потиче из хрватске племићке породице Михаловића.

## Порекло
Историчар Душан Ј. Поповић наводи податак у књизи О Цинцарима да је Димитрије Михајловић као православац добио племство и био је велики ктитор српске православне цркве у Ораховици. Имао је сина Лазара, чији се син Петар покатоличио и који је умро 1764. Преласком на католицизам мењају презиме у Михаловић.

## Биографија
Родио се у Торди (Torontáltorda) у Угарској (данас Торда, село у Банату у Војводини, Србија) где је завршио основну школу. Гимназију је похађао у Сегедину, а теологију на богословији у Темишвару. За свештеника је постављен 12. августа 1836. године. У бискупији Чанаду обавља разне дужности. Од 1837. Михаловић је био записничар Свете столице од 1842, а секретар од 1846. године. Био је директор бискупске канцеларије, генерални викар, жупник и друго. У младости је припадао тврдом језгру мађарских бунтовника, где је због својих политичких деловања осуђен на четири године затвора, од којих је био у затвору две и по, када га је папа Пије IX 1870. године поставио за загребачког надбискупа. Папа Пије Девети га поставља за кардинала 1877. године и учествује у конклави 1878. године око избора папе Лава Осмог. Године 1880. Загреб је погодио снажан земљотрес, у којем је била тешко оштећена и загребачка катедрала. Од тада па све до смрти 19. фебруара 1891. године највећа брига му је била обнова катедрале, коју није доживео. Катедрала је завршена 1899. године.